# Princess of the Stars
Le Princess of the Stars est un ferry ayant appartenu à la compagnie philippine Sulpicio Lines. Construit en 1984 par les chantiers IHI d'Aioi pour la compagnie japonaise Shin Nihonkai Ferry, il portait à l'origine le nom de Ferry Lilac (フェリーらいらっく, Ferī Rairakku). Mis en service en juillet 1984 sur les lignes entre les îles d'Honshū et d'Hokkaidō, il est à l'époque le plus grand ferry naviguant au Japon. Revendu en 2004 à la compagnie Sulpicio Lines, il est rebaptisé Princess of the Stars et affecté dans l'archipel philippin entre les îles de Luçon et Cebu. Sa carrière s'achève tragiquement le 21 juin 2008 lorsqu'il chavire au large de San Fernando après avoir été pris dans le typhon Fengshen, provoquant la mort de plus de 800 personnes.

## Histoire

### Origines et construction
Au début des années 1980, la compagnie Shin Nihonkai Ferry décide de la construction d'une unité supplémentaire destinée à renforcer sa ligne entre Maizuru et Otaru.
Conçu sur la base des New Suzuran et New Yūkari, le futur navire, baptisé Ferry Lilac, a en effet les mêmes dimensions que ses prédécesseurs avec une longueur de plus de 190 mètres pour 29 mètres de large. Mais la nouvelle unité se singularise de ses aînés de par la disposition de ses superstructures, radicalement différente. Ses aménagements intérieurs se concentrent désormais sur trois étages à l'avant du navire, lui donnant de ce fait une allure plus massive. L'évacuation des gaz se fait à présent par une longue cheminée circulaire, contrairement aux autres navires dotés de deux cheminées latérales tassées. En raison de l'offre déjà élevée au regard de la demande, sa capacité est réduite par rapport au reste de la flotte avec environ 550 passagers, 150 remorques et 130 véhicules. Enfin, la puissance de son appareil propulsif est augmentée en prévision de son exploitation sans escale entre Maizuru et Otaru.
Construit par les chantiers IHI d'Aioi, le Ferry Lilac est mis sur cale le 3 février 1984 et lancé le 27 mars suivant. Il est le premier navire de Shin Nihonkai à ne pas être construit aux chantiers Koyo Dockyard de Mihara, qui s'était occupé jusqu'à présent de la réalisation de toutes les unités de la flotte. Une fois les finitions terminées, le Ferry Lilac est livré à son armateur au mois de juillet 1984. Il est à cette époque le plus grand ferry du Japon.

### Service

#### Shin Nihonkai Ferry (1984-2004)
Le Ferry Lilac commence son service commercial le 10 juillet 1984 entre Maizuru et Otaru. 
Durant son arrêt technique effectué au mois de février 1990 aux chantiers qui l'ont vu naître, le navire bénéficie d'une importante refonte visant à harmoniser ses installations avec celles du New Akashia. À cet effet, les locaux communs sont agrandis et leur décoration modernisée, des couloirs avec vue sur la mer sont ajoutés, de même que 23 nouvelles cabines de 1re classe ainsi qu'un solarium et une piscine extérieure à l'arrière. Sa capacité est également portée à 586 passagers et 186 remorques.

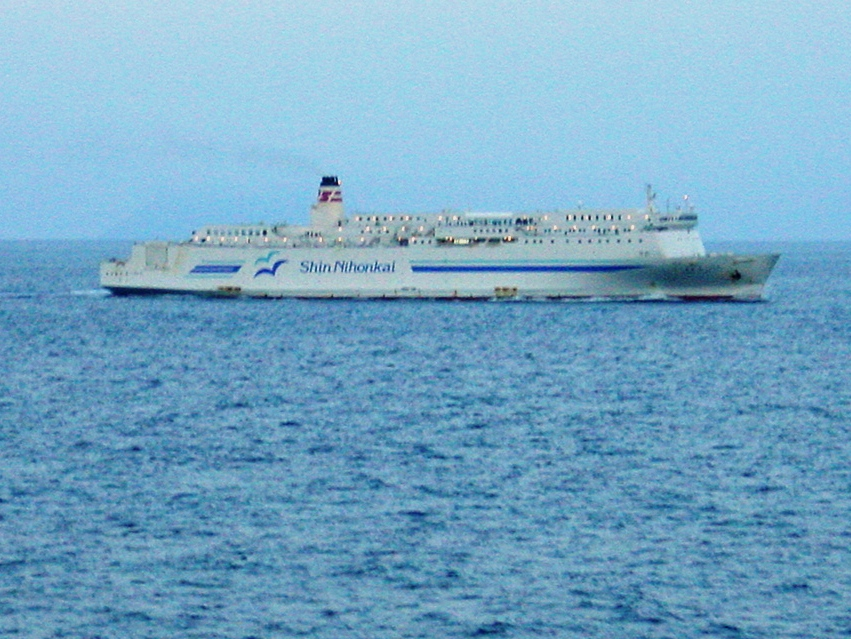
Le Ferry Lilac en 2003.

Le 4 décembre 1995, le Ferry Lilac effectue une traversée entre Otaru et Maizuru par temps pluvieux et houleux avec des creux de plus de deux mètres lorsqu'une collision survient vers 14h50 avec le bateau de plaisance Hiryu à 3,4 milles au large du cap Naryu près de Maizuru. Si les deux navires ne subissent que peu de dégâts, se limitant à un enfoncement de la coque au niveau de son flanc bâbord avant pour le Ferry Lilac et des dommages similaires sur tribord arrière et à la timonerie pour le Hiryu, les deux occupants de ce dernier ont été projetés par-dessus bord au moment du choc. Portés disparus, ils ne seront jamais retrouvés. La responsabilité de l'accident est imputée au commandant du Hiryu qui n'a pas précisé sa position mais également à l'équipage du Ferry Lilac qui n'a pas surveillé attentivement la trajectoire du navire.
À la fin des années 1990, le Ferry Lilac est repeint aux nouvelles couleurs de Shin Nihonkai avec le logo de la compagnie inscrit sur la coque accompagnée de bandes bleu clair remplaçant la traditionnelle bande verte qu'arboraient les navires de la flotte jusqu'alors.
Au début des années 2000, Shin Nihonkai entreprend la construction de nouveaux navires destinés à remplacer la flotte en service entre Maizuru et Otaru. Supplanté en juillet 2004 par les ferries rapides Akashia et Hamanasu, le Ferry Lilac est retiré du service après une carrière de 20 ans au sein de Shin Nihonkai Ferry. Peu de temps après, il est vendu à la compagnie philippine Sulpicio Lines pour 5 millions de dollars.

#### Sulpicio Lines (2004-2008)
Réceptionné par son nouveau propriétaire, le navire est rebaptisé Princess of the Stars. Après avoir quitté le Japon pour rejoindre les Philippines, il est transformé pour accueillir 1 990 passagers et 420 véhicules. Ses aménagements intérieurs sont légèrement modifiés avec l'ajout de dortoirs à la place du pont garage supérieur. Des escaliers sont également soudés sur ses flancs en raison de l'absence d'infrastructures permettant l'embarquement des piétons dans certains ports philippins.
Le Princess of the Stars entre en service dans le courant de l'année 2004 et effectue la liaison entre les îles de Luçon et de Cebu. Il est alors le plus grand navire de la flotte de Sulpicio Lines. 

## Naufrage

### Déroulement
Le 20 juin 2008, le Princess of the Stars quitte Manille dans la soirée pour rejoindre Cebu avec à son bord 749 passagers et 121 membres de l'équipage. Malgré les risques liés au passage du typhon Fengshen dans la région, les autorités permettent toutefois au navire de prendre la mer, celui-ci n'étant pas censé croiser la trajectoire du typhon. Cependant, plus tard dans la journée, Fengshen modifie sa route de manière inattendue, exposant le car-ferry à un sérieux danger. Dans la matinée du 21 juin, alors que le Princess of the Stars se trouve au large de San Fernando dans la province de Romblon, le navire est rattrapé par le typhon qui passe alors à 2 sur l'échelle de Saffir-Simpson. À 11h30, l'équipage fait enfiler des gilets de sauvetage aux passagers avant que le commandant n'ordonne l'évacuation du car-ferry quinze minutes plus tard. À midi, alors que le navire commence à prendre de la gîte, l'équipage envoie un signal de détresse, plusieurs personnes paniquées sautent à l'eau ou essayent de déployer les radeaux de sauvetage, la majorité des membres de l'équipage délaissent les passagers pour sauver leurs propres vies. À 12h30, le navire disparaît des écrans radars. À 13h, le Princess of the Stars chavire définitivement.

### Sauvetage
Alertés à 12h les secours de la Marine philippine ne peuvent intervenir directement en raison des conditions très dégradées à cause du typhon. Le navire n'est retrouvé que 24 heures plus tard par la garde-côtes philippine. Complètement retourné, seul son bulbe d'étrave dépasse de la surface. Quelques corps sans vie sont également retrouvés aux alentours de l'épave. Un trou dans la coque est dans un premier temps signalé avant que celui-ci ne soit finalement identifié comme le propulseur d'étrave. 

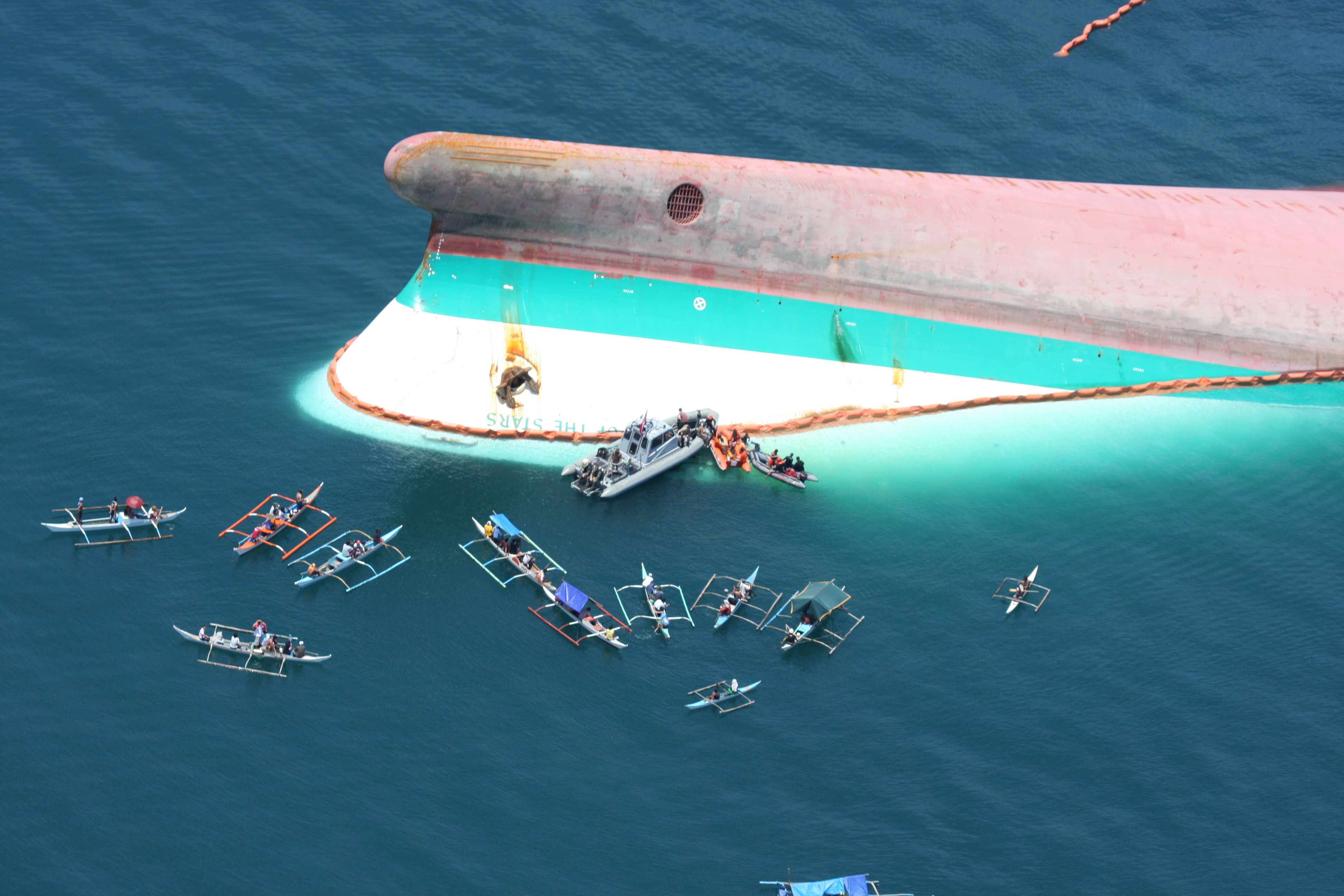
l'épave du Princess of the Stars en août 2008.

Le 23 juin, 40 survivants et 35 corps sont retrouvés sur l'île de Burias dans la province de Masbate. Ceux-ci avaient réussi à embarquer dans des radeaux de sauvetage du navire qui s'étaient déployés. Toutefois, certains survivant affirment provenir d'un autre navire, le Lake Paway qui a coulé au même moment après avoir quitté Mindanao.

### Plongée sur l'épave
Au 24 juin, le bilan fait état de 48 survivants, 67 morts et 747 disparus. Lors de l'exploration de l'épave, les plongeurs n'ont trouvé aucun survivant à l'intérieur du navire. Ils ont cependant retrouvé 15 corps au niveau du restaurant et deux autres sur la passerelle de navigation. La faible visibilité à l'intérieur de l'épave empêchera toutefois des recherches approfondies. 12 corps ont également été retrouvés par un hélicoptère de l'armée américaine, mais aucun élément ne permet de vérifier s'il s'agit de passagers du Princess of the Stars.
Le 27 juin, les opérations de récupération des corps sont suspendues en raison de la découverte d'une cargaison de plus de 10 000 kg de pesticides contenant de l'endosulfan, substance très toxique et interdite dans de nombreux pays, transitant dans les garages du car-ferry. Ces substances sont alors retirées du navire par l'entreprise Titan Salvage entre le 24 septembre et le 5 octobre. L'entreprise s'affaire ensuite au pompage d'environ 200 000 litres de carburant présent dans les soutes du navire le 17 octobre.
Une fois les matières dangereuses extraites de la carcasse du navire, les opérations de recherches reprennent. 199 dépouilles seront remontées à la surface entre le 27 octobre et le 10 novembre, la plupart très abimées en raison de la longue période d'immersion. Le dernier rapport de la garde-côtes philippine fait état de 56 survivants identifiés et 350 corps retrouvés. Les personnes disparues sont alors soupçonnées de demeurer prisonnières de l'épave.
En mai 2010, l'épave est découpée longitudinalement en deux et remorquée en eaux peu profondes permettant aux plongeurs de l'explorer davantage. 47 ensembles de restes humains sont retrouvés. L'épave du Princess of the Stars est quant à elle renflouée et démolie en 2011.

### Suites
Après la catastrophe, les familles des victimes ont accusé la compagnie Sulpicio Lines d'avoir négligé les mauvaises conditions météorologiques. L'armement, créé en 1973, a par ailleurs connu plusieurs accidents meurtriers impliquant des navires de sa flotte, dont celui du Doña Paz en 1987, considéré comme la plus grande catastrophe maritime en temps de paix. La compagnie proposera d'offrir une compensation de 200 000 pesos à chaque famille endeuillées. En janvier 2015, sept ans après le naufrage du Princess of the Stars, Sulpicio Lines se verra interdire l'exploitation de navires à passagers.

## Caractéristiques techniques
Le Princess of the Stars mesurait 192,92 mètres de long pour 29,41 mètres de large, son tonnage était à l'origine de 18 268 UMS (ce qui n'est pas exact, le tonnage des car-ferries japonais étant défini sur des critères différents) avant d'être porté en 1990 à 19 105 UMS puis enfin à 23 824 UMS en 2004. Il pouvait à l'origine embarquer 554 passagers, 136 véhicules et 152 remorques dans son garage accessible par deux portes rampe arrières, l'une axiale, l'autre située à tribord ainsi qu'une porte rampe avant. La capacité sera augmentée et portée à 586 passagers et 186 remorques en 1990 puis à 1 992 passagers et 427 véhicules en 2004. La propulsion du Princess of the Stars était assurée par deux moteurs diesel IHI-Pielstick 8PC4-2L développant une puissance de 19 430 kW entrainant deux hélices à pas variables faisant filer le bâtiment à une vitesse de 21,8 nœuds. Il était en outre doté d'un propulseur d'étrave ainsi qu'un stabilisateur anti-roulis. Les dispositifs de sécurité étaient essentiellement composés de radeaux de sauvetage mais aussi d'une embarcation semi-rigide de secours.

## Aménagements
Le Princess of the Stars possédait 8 ponts. Si le navire s'étendait en réalité sur 10 ponts, deux d'entre eux étaient inexistants au niveau des garages afin de permettre au navire de transporter du fret. À l'époque japonaise du navire, la numérotation des ponts débutait à partir du pont garage inférieur (correspondant au pont 1). Les locaux passagers occupaient les ponts 3, 4 et 5 tandis que l'arrière du pont 3 est consacré à l'équipage. Les ponts 1, et 2 et 3 abritent quant à eux les garages. 

### Locaux communs
Au début de sa carrière le Ferry Lilac était équipé d'un salon panoramique et d'un restaurant, d'une salle de jeux et de bains publics (appelés sentō). En 1990, ces installations sont modernisées, des couloirs panoramiques sont ajoutés près du restaurant, une salle de sports voit le jour de même qu'une piscine extérieure et des solariums abrités du vent.
Lorsque le navire est acquis par Sulpicio Lines, une cafétéria est créée pour la classe économique et la décoration des locaux existants est modifiée. Une chapelle est également aménagée. 

### Cabines
À bord du Ferry Lilac, les cabines étaient réparties deux catégories selon le niveau de confort. Ainsi, après les transformations de 1990, le navire était équipé en 1re classe de deux suites à deux places, 12 cabines de style occidental à deux et quatre de style japonais, six cabines occidentales à cinq et huit à quatre, quatre cabines japonaises à trois et deux à deux places. En 2de classe, les passagers étaient logés dans 28 cabines à huit places et une à quatre, mais aussi dans deux dortoirs de style japonais à 32 et deux à 48.
Sous pavillon philippin, les passagers étaient séparés entre la 1re classe et la classe Économique. Les locaux de la 2de classe d'origine sont intégrés à la 1re tandis que de vastes dortoirs équipés de lits superposés sont aménagés à la place d'une partie du garage supérieur.